# ژرار کرمونایی

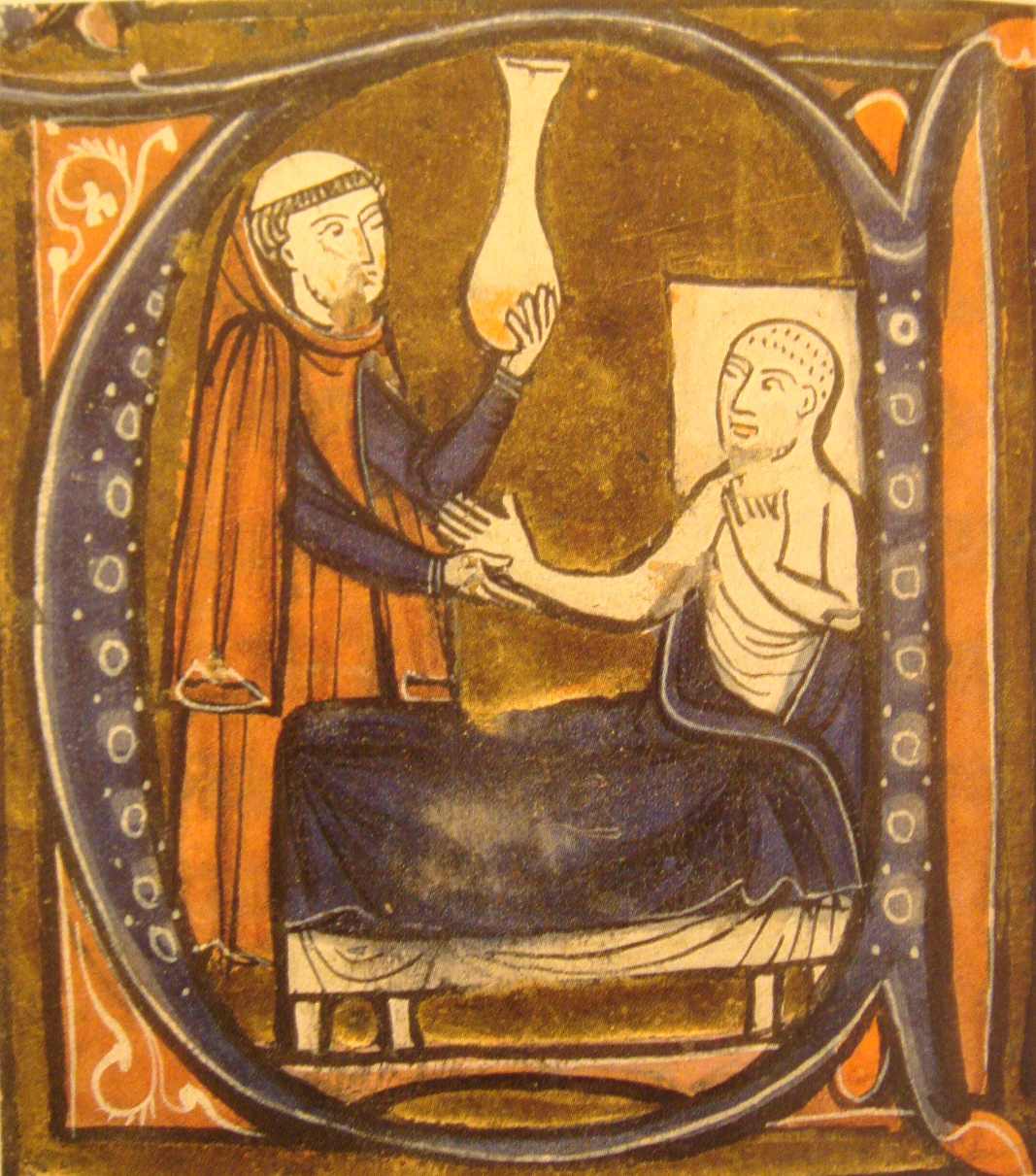
تصویری از یک کتاب اروپایی از زکریای رازی پزشک ایرانی، اثر ژرار کرمونایی در ریکویل در سال ۱۲۵۰–۱۲۶۰. ژرار کرمونایی آثار بی شماری از دانشمندان عرب را ترجمه کرده است.

ژرار کرمونایی (حدود ۱۱۱۴–۱۱۸۷) مترجم کتاب‌های علمی عربی به لاتین بود. او المجسطی بطلمیوس را از روی ترجمه عربی آن که در طلیطله یافت شده بود به لاتین برگرداند. او از مهم‌ترین اعضای مکتب مترجمان طلیطله بود که به ترجمه آثار عمدتاً ریاضی و نجومی یونانی و عربی به لاتین پرداختند و اروپای سده‌های میانه را با این آثار آشنا کردند.
ژرار کرمونایی دیگری نیز بعدتر به ترجمه کارهای پزشکی عربی به لاتین پرداخت. ترجمه الحاوی رازی از کارهای او است. شباهت نام این دو نفر که هردو به ژرار کرمونایی معروفند گاه باعث سردرگمی نویسندگان شده است.